# Байер, Владимир Евгеньевич
Владимир Евгеньевич Байер (14 сентября 1942 — 22 мая 2024) — советский и российский учёный-материаловед, профессор Московского архитектурного института (МАрхИ).

## Биография
Родился в 1942 году в семье инженера-строителя Евгения Яковлевича Байера (1906—1965).
В 1965 году окончил Московский инженерно-строительный институт имени В. В. Куйбышева.
Работал на строительстве Асуанского гидроузла, затем возглавлял научно-исследовательскую лабораторию Минстройматериалов при МИСИ.
В 1972 году защитил диссертацию на соискание учёной степени кандидата технических наук по теме «Гидрофобно-пластифицирующие добавки к строительным растворам для улучшения их качества и экономии цемента».
С 1976 года работал в Московском архитектурном институте (МАрхИ), в 1985—2024 годах возглавлял кафедру архитектурного материаловедения. Являлся учёным секретарём учёного совета МАРХИ.
Также преподавал в Российской академии живописи, ваяния и зодчества Ильи Глазунова.
Являлся членом Союза архитекторов РФ, почётным работником науки и техники РФ, Заслуженным работником высшей школы РФ.
Умер 22 мая 2024 года. Прощание состоялось 25 мая 2024 года, урна с прахом захоронена на Новодевичьем кладбище.

## Научная деятельность
Являлся автором более 100 печатных научных трудов, в том числе учебника, учебных пособий, 14 изобретений. Основное направление научных исследований — совершенствование качеств отделочных материалов, изучение своеобразия строительных материалов русской архитектуры, проблем взаимосвязи зодчества с материальной палитрой архитектора, реставратора, дизайнера.
Под его руководством были защищены два кандидата архитектуры по тематике, связанной с материальной палитрой архитектора и спецификой применения материалов в русской архитектуре.

### Избранные публикации
- Архитектурное материаловедение : учебник для студентов вузов, обучающихся по направлению 630100 «Архитектура». — Москва : Архитектура-С, 2005. — 261 с.
- Лабораторные работы по курсу «Архитектурное материаловедение» : учебное пособие для архитектурных специальностей вузов / В. Е. Байер. — Москва : Высшая школа, 1987. — 126 с.
- Материаловедение для архитекторов, реставраторов, дизайнеров : учебное пособие для студентов вузов, обучающихся в соответствии с требованиями Государственного образовательного стандарта РФ высшего профессионального образования второго поколения по направлению «Архитектура» (521700, 630100), специальностям в области реставрации, проектирования интерьеров и оборудования / В. Е. Байер. — Москва : Астрель [и др.], 2004. — 250 с.
- Отделочные строительные материалы : (Эстетические характеристики и технологические пути их направл. регулирования) : Учебное пособие / В. Е. Байер; Московский архитектурный институт. — Москва : МАРХИ, 1990. — 46 с.
- Современные конструкционно-отделочные материалы : учебное пособие : для студентов высших учебных заведений, обучающихся по специальности «Реставрация и реконструкция архитектурного наследия» / В. Е. Байер ; Академия реставраций. — Москва : Академия реставраций, 1996. — 57 с.
- Эффективные конструкционные и отделочные материалы для индустриального массового строительства : Учебное пособие / Министерство высшего и среднего специального образования РСФСР. Московский архитектурный институт. Кафедра «Строительные материалы и изделия». — Москва, 1978. — 64 с.